# Lösdrift för hästar

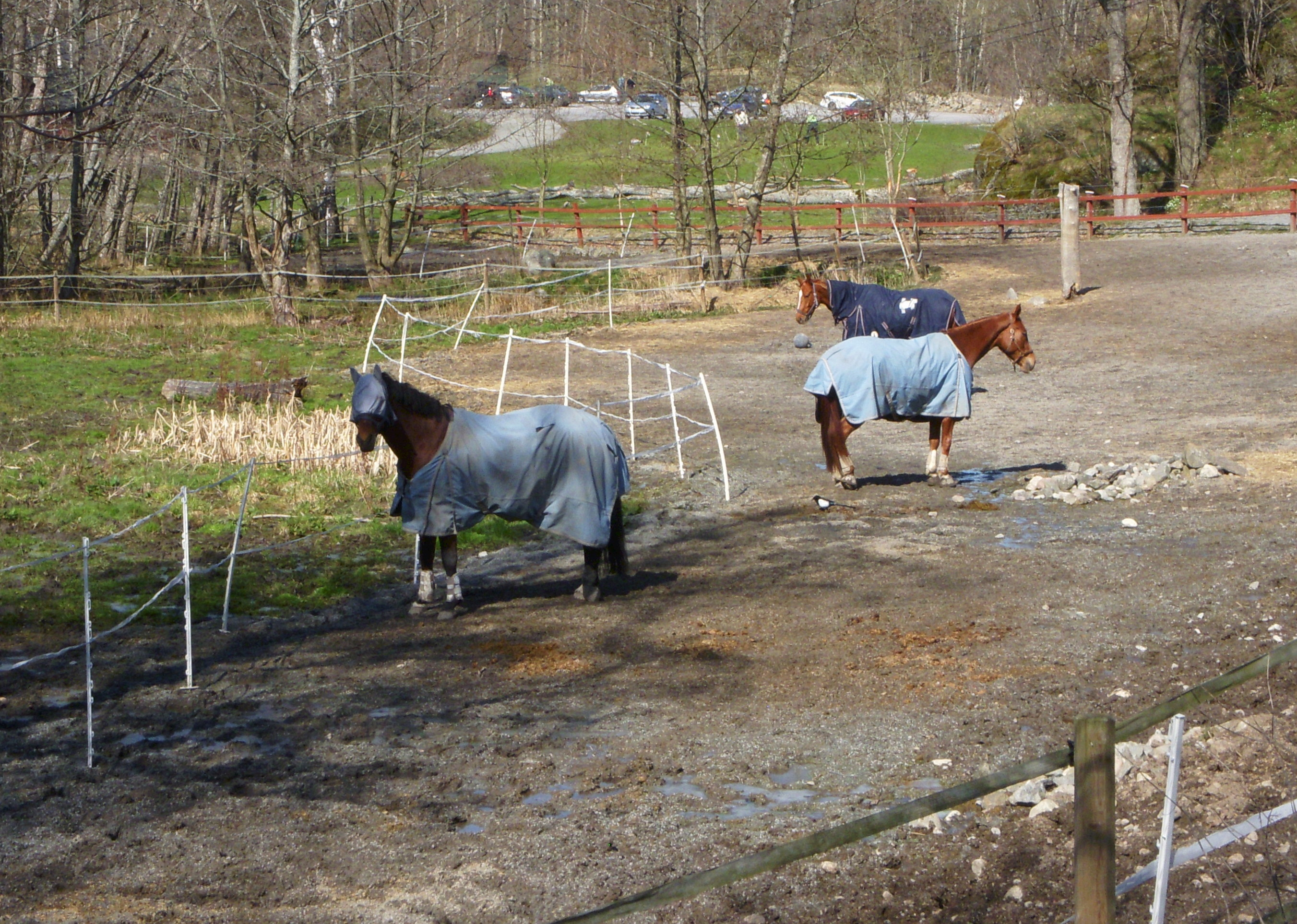
Hästar vid Ågesta gård.

Lösdrift för hästar är en form av uppstallning för hästar där hästarna går fria i grupp. Stallet och hagen är sammankopplade genom en korridor eller större öppningar i stallet ut mot hagen. Hästarna går vanligen ut och in som de själva vill under dygnets alla timmar. Utfodring sker ofta genom att storbalar placeras på ett eller flera foderbord. Oftast ligger en djupströbädd av halm i stalldelen. En variant av lösdrift är den så kallade aktiva uppstallningen, som aktiverar hästarna genom att tillhandahålla bland annat sandgrop (för hästarna att rulla sig i) och även kraftfoderautomat som tilldelar hästarna kraftfoder genom att ett chip i grimman eller halsringen på hästen signalerar till en datorstyrd kraftfoderenhet om att mata fram just den anpassade fodermängden till just den hästen.